# The Big Game
The Big Game is een door PokerStars gesponsord televisieprogramma waarvan de Amerikaanse zender Fox Broadcasting Company in 2010 de eerste aflevering uitzond. Hierin wordt een amateur pokerspeler (loose cannon genoemd) aan een tafel geplaatst met vijf - vrijwel exclusief professionele - tegenstanders. De zes spelen vervolgens gedurende 150 handen een cashgame in de variant No Limit Hold 'em.
Iedere loose cannon krijgt $100.000,- van PokerStars om mee te spelen. Als hij of zij na 150 handen meer dan dat bedrag heeft, mag hij/zij de winst houden. Verlies hoeft niet te worden terugbetaald. Wanneer een loose cannon het startbedrag van $100.000,- helemaal verliest voor er 150 handen gespeeld zijn, wordt hij of zij vervangen door een volgende kandidaat. De profs spelen met hun eigen geld.

## Uitzendformat
In uitzendingen van 44 minuten per aflevering (exclusief reclameblokken) worden telkens dertig gespeelde handen vertoond. Het spel van iedere loose cannon wordt zo binnen een week in vijf afleveringen uitgezonden (de spelers zelf spelen de 150 handen telkens uit in één zit). Dit wedstrijdformat wordt een aantal keer per seizoen van The Big Game herhaald met andere loose cannons en andere profs, hoewel sommige profspelers al wel vaker meededen.

## Kandidaatstelling
De loose cannons moeten zich op internet kwalificeren om deel te mogen nemen aan het programma. De profs worden uitgenodigd. Om in aanmerking te komen om als loose cannon kandidaat te zijn in het spel, moet een gegadigde in de Verenigde Staten of Canada wonen. Vervolgens moet een speler:
- eerst in de top 300 eindigen van een Round 1 kwalificatietoernooi (ofwel Satellite)
- dan in de top 1000 eindigen van een Round 2 kwalificatietoernooi
- ten slotte in de top 200 eindigen van een Final Round kwalificatietoernooi
- de dan overgebleven 200 spelers mogen een castingvideo opsturen naar The Big Game en daarop vertellen waarom zij de loose cannon moeten zijn. De programmamakers selecteren daaruit de kandidaten.

## Deelnemende spelers
De volgende al dan niet professionele pokerspelers zijn in The Big Game verschenen om het op te nemen tegen een loose cannon. Een aantal van hen zijn geen profs, maar vermogende zakenmensen met poker als hobby, zoals Jason Calacanis, William Perkins en Rick Rahim.
| - Daniel Alaei - Allen Bari - Justin Bonomo - Doyle Brunson - Todd Brunson - Joe Cada - Jason Calacanis - Joe Cassidy - Antonio Esfandiari | - Prahlad Friedman - Tony G - Phil Galfond - Chau Giang - Barry Greenstein - Bertrand Grospellier - Joe Hachem - Isaac Haxton - Phil Hellmuth | - Peter Jetten - Aaron Jones - Eugene Katchalov - Phil Laak - Amit Makhija - Jason Mercier - Abe Mosseri - Daniel Negreanu - David Peat (Viffer) | - William Perkins - Rick Rahim - William Reynolds - Andrew Robl - Vanessa Rousso - Scott Seiver - Dani Stern - Lex Veldhuis - David Williams |